# 日産自動車硬式野球部
日産自動車硬式野球部（にっさんじどうしゃこうしきやきゅうぶ）は、神奈川県横須賀市に本拠地を置き、日本野球連盟に加盟している社会人野球の企業チームである。2009年から2024年まで活動休止していたが（後述）、2025年から活動を再開した。
ユニフォームは2003年まで青色を基調としたものだったが、2004年から2009年まではコーポレートカラーである赤色を基調としたものに変わっていた。2025年の活動再開に当たっては従来の青基調のカラーリングに戻されている。

ユニフォームには日産のシンボル「ブルーバード」（青い鳥）が使われ、青い鳥の下には2度の都市対抗野球大会優勝を表す2つの赤い星があしらわれている。

## 概要
歴戦の猛者揃いの神奈川地区において、的確なチーム作りを続けて都市対抗野球大会で優勝2回、社会人野球日本選手権大会で優勝1回など輝かしい戦績を誇る、関東を代表するチームの1つである。
1959年に日産自動車の硬式野球部『日産自動車硬式野球部』として創部。
1965年に都市対抗野球に初出場し、1984年の都市対抗野球で初優勝、1998年の都市対抗野球で2度目の優勝を果たしている。
1978年に日本選手権に初出場し、1993年と1994年は準優勝に終わっていたが2003年の日本選手権で初優勝を果たした。
1999年、本社の社長にカルロス・ゴーンが就任し、硬式野球部の存続が不安視されたが、ゴーンは都市対抗野球での社員の応援に感銘を受け、硬式野球部を存続させることを決心したとされる（後に、ゴーンは「都市対抗野球こそが日本の企業文化の象徴だ」とも断言した）。
2001年8月15日、当時の横浜ベイスターズの二軍組織である湘南シーレックスとプロアマ交流試合が行なわれた。これは、柳川事件以後初めてのプロアマ交流試合である。日産自動車追浜工場に隣接する横須賀スタジアムを湘南シーレックスが本拠地としていることから、以前より親交があったため実現した。また、毎年8月半ばにはシーレックスとの交流戦が行われていた。
2009年2月9日、経済・金融危機の影響のため、卓球部や陸上部、九州の硬式野球部共に年内をもって休部することが発表された。同年は、都市対抗野球と日本選手権で共にベスト4の成績を残し、同年12月19日の現役選手とOB選手による親善試合（3対1で現役が勝利）を行ない、活動の歴史に幕を下ろした。
2010年から、OB選手たちによる小学生を対象とした野球教室を毎年冬季に開催しており、2回目の2011年からは現在プロ野球選手のOB選手も参加している。
2023年9月3日、日産自動車が2025年より活動再開させる方針であることが判明した。2024年より指導者や選手獲得などを行い、2025年の活動再開を目指す。
2025年1月より活動を再開、3月20日から開催されるJABA神奈川県春季企業大会より公式戦に復帰を果たした。

## 設立・沿革
- 1959年 - 創部
- 1965年 - 都市対抗野球に初出場（2回戦敗退）
- 1973年 - 都市対抗野球で準優勝
- 1978年 - 日本選手権に初出場（8強）
- 1984年 - 都市対抗野球で初優勝
- 1993年 - 日本選手権で準優勝
- 1994年 - 日本選手権で準優勝
- 1998年 - 都市対抗野球で2度目の優勝
- 2003年 - 日本選手権で初優勝
- 2005年 - 都市対抗野球で準優勝
- 2006年 - 都市対抗野球で準優勝
- 2009年 - 同年の活動を終え休部
- 2025年 - 活動再開

## 主要大会の出場歴・最高成績
- 都市対抗野球大会：出場29回、優勝2回（1984年、1998年）、準優勝3回（1973年、2005年、2006年）
- 社会人野球日本選手権大会：出場16回、優勝1回（2003年）、準優勝2回（1993年、1994年）
- JABA北海道大会：優勝1回（2005年）
- JABA東京スポニチ大会：優勝3回（2000年、2002年、2006年）
- JABA静岡大会：優勝9回（1986年、1990年、1991年、1995年、1997年、2000年、2001年、2004年、2006年）
- JABAベーブルース杯争奪大会：優勝6回（1971年、1979年、1991年、1993年、1994年、1998年）
- JABA岡山大会：優勝1回（2007年）
- JABA日立市長杯争奪大会：優勝3回（1982年、1983年、1992年）

## 主な出身プロ野球選手
- 矢島勝彦（内野手） - 1966年ドラフト外で近鉄バファローズに入団
- 渡辺弘基（投手） - 1971年ドラフト1位で阪急ブレーブスに入団
- 長谷川勉（投手） - 1974年ドラフト1位で南海ホークスに入団
- 青木実（外野手） - 1974年ドラフト5位でヤクルトスワローズから指名を受け、1975年シーズン終了後に入団
- 名取和彦（投手） - 1979年ドラフト1位で南海ホークスに入団
- 前泊哲明（投手） - 退社後に1979年ドラフト外で横浜大洋ホエールズに入団
- 中田良弘（投手） - 1980年ドラフト1位で阪神タイガースに入団
- 長田克史（内野手） - 1980年ドラフト4位で中日ドラゴンズに入団
- 有賀佳弘（捕手） - 1981年ドラフト4位で阪急ブレーブスに入団
- 関根浩史（投手） - 1982年ドラフト2位で横浜大洋ホエールズに入団
- 池田親興（投手） - 1983年ドラフト2位で阪神タイガースに入団
- 大野久（外野手） - 1984年ドラフト5位で阪神タイガースに入団
- 島田茂（内野手） - 1988年ドラフト外でロッテオリオンズに入団
- 松井達徳（外野手） - 1989年ドラフト4位で中日ドラゴンズに入団
- 北川哲也（投手） - 1994年ドラフト1位でヤクルトスワローズに入団
- 川尻哲郎（投手） - 1994年ドラフト4位で阪神タイガースに入団
- 早川健一郎（外野手） - 1995年ドラフト4位で千葉ロッテマリーンズに入団
- 川越英隆（投手） - 1998年ドラフト2位でオリックス・ブルーウェーブに入団
- 鷹野史寿（外野手） - 1999年ドラフト6位で大阪近鉄バファローズに入団
- 養父鉄（投手） - 台湾・中華職業棒球大聯盟の兄弟エレファンツに移籍し、2001年ドラフト7位で福岡ダイエーホークスに入団
- 押本健彦（投手） - 2003年ドラフト4位で北海道日本ハムファイターズに入団
- 梵英心（内野手） - 2005年大学生・社会人ドラフト3位で広島東洋カープに入団
- 三橋直樹（投手） - 2005年大学生・社会人ドラフト4位で横浜ベイスターズに入団
- 高崎健太郎（投手） - 2006年大学生・社会人ドラフト希望入団枠で横浜ベイスターズに入団
- 青木高広（投手） - 2006年大学生・社会人ドラフト4位で広島東洋カープに入団
- 野上亮磨（投手） - 2008年ドラフト2位で埼玉西武ライオンズに入団
- 堂上隼人（捕手） - 四国アイランドリーグ・香川オリーブガイナーズに移籍し、2008年育成選手ドラフト5位で福岡ソフトバンクホークスに入団
- 久古健太郎（投手） - 休部に伴い日本製紙石巻に移籍し、2010年ドラフト5位で東京ヤクルトスワローズに入団
- 熊代聖人（外野手） - 休部に伴い王子製紙に移籍し、2010年ドラフト6位で埼玉西武ライオンズに入団
- 太田裕哉（投手） - 休部に伴い日本製紙石巻に移籍し、2011年ドラフト4位で東京ヤクルトスワローズに入団
- 古野正人（投手） - 休部に伴い三菱重工神戸に移籍し、2011年ドラフト6位で東京ヤクルトスワローズに入団
- 田面巧二郎（投手） - 休部に伴いJFE東日本に移籍し、2012年ドラフト3位で阪神タイガースに入団

## かつて在籍していた主な選手
- 藤田康夫（投手） - 1968年東京オリオンズからのドラフト11位指名を拒否し残留、第1回インターコンチネンタルカップ優勝メンバー
- 村上忠則（捕手） - 選手として在籍した後、1987年～1999年まで監督を務めた
- 久保恭久（投手） - 選手、コーチ兼任として在籍した後、2000年～2009年まで同部の監督を務めた
- 黒須隆（捕手） - アトランタオリンピック日本代表
- 原初也（投手） - 元高校野球指導者
- 鶴岡昌宏（外野手） - 1990年社会人ベストナイン。1987年アジア野球選手権大会メンバー。
- 田中武宏（外野手） - 選手として在籍後、兵庫日産自動車で営業職を務め、明治大学硬式野球部元監督。
- 宮田仁（投手） - 第13回インターコンチネンタルカップ優勝メンバー。2025年の活動再開時に投手コーチ就任
- 伊藤祐樹（内野手）- 選手として活動休止まで在籍。2025年の活動再開時に監督就任